# Byrne Piven
Byrne Piven est un acteur américain né le 24 septembre 1929 à Scranton en Pennsylvanie et mort le 18 février 2002 à Evanston en Illinois.

## Filmographie

### Cinéma
- 1965 : The Double-Barrelled Detective Story : Bill Stone
- 1985 : Creator : Krauss
- 1992 : Pyrates : Rabbi Lichenstein
- 1994 : Miracle sur la 34e rue : Dr Hunter
- 1995 : Lover's Knot : William Shakespeare
- 1996 : E=mc² : le président
- 1997 : Trojan War : M. Crosby
- 1998 : Very Bad Things : Rabbi
- 1998 : Temporary Girl : Leonard Byrnestein
- 1999 : Dans la peau de John Malkovich : Capitaine Mertin
- 2005 : Madison : George Wallin

### Télévision
- 1978 : The Awakening Land : Dr Pearsall (1 épisode)
- 1986 : Deux flics à Miami : Hector Sandoval (1 épisode)
- 1986 : Agence tous risques : Bennie Conway (1 épisode)
- 1987 : Magnum : Pasqual Valez (1 épisode)
- 1987 : Rick Hunter : Dr Lyle Shapiro (1 épisode)
- 1987 : Disney Parade : Rabbi Weiss (1 épisode)
- 1987 : La Malédiction du loup-garou : Dr Victor Degoethels (1 épisode)
- 1989 : Code Quantum : Capitaine Cotter (1 épisode)
- 1990 : La Loi de Los Angeles : Dr Kayhill (1 épisode)
- 1993 : Missing Persons : M. Rudolph (1 épisode)
- 1993 : Le Retour des Incorruptibles : Johnny Torrio (1 épisode)
- 1996 : Frasier : Dr Sigmund Freud (1 épisode)
- 1996 : X-Files : Aux frontières du réel : Robert Sparks (1 épisode)
- 1997 : Papa bricole : Rolf (1 épisode)
- 1998 : Born Free : Stephen Jeffries (3 épisodes)
- 1998 : Love Therapy : Dr Stroud (1 épisode)
- 1999 : Demain à la une : Rabbi Ginsburg (1 épisode)
- 1999 : Jack Bull : Tub Weller
- 2000 : La Vie avant tout (1 épisode)